# رئيس هيئة رئاسة مجلس الشعب الأعلى
رئيس هيئة رئاسة المجلس الشعبي الأعلى لجمهورية كوريا الشعبية الديمقراطية هو رئيس هيئة رئاسة المجلس الشعبي الأعلى وهي أعلى مؤسسة لسلطة الدولة في كوريا الشمالية عندما لا يكون المجلس الشعبي الأعلى في جلسة. غالبًا ما يُعتبر رئيس هيئة رئاسة مجلس النواب رئيسًا فعليًا لكوريا الشمالية حيث إنه مسؤول عن تمثيل الدولة وتلقي أوراق اعتماد الممثلين الدبلوماسيين الأجانب ورسائل استدعاءهم.
الرئيس الحالي لهيئة رئاسة المجلس الأعلى للشعب هو تشوي ريونغ هاي، الذي تم انتخابه في 11 أبريل 2019.

## التاريخ
أنشئ هذا المنصب في 9 سبتمبر 1948 تحت اسم رئيس اللجنة الدائمة للمجلس الشعبي الأعلى. كان الرئيس هو رئيس اللجنة الدائمة للمجلس الشعبي الأعلى، التي مُنحت سلطة التصديق على أو إلغاء المعاهدات مع الدول الأجنبية، وتعيين السفراء إلى الدول الأجنبية أو استدعاءهم، وتلقي خطابات اعتماد أو استدعاء الممثلين الدبلوماسيين الأجانب وفقًا لدستور عام 1948. هذا ما يجعل رئيس اللجنة الدائمة بحكم القانون رئيس دولة كوريا الشمالية. ومن الناحية الاسمية، فقد شغل منصب ثاني أعلى منصب في الولاية بعد رئيس الوزراء، كم إل سونغ.
أسس دستور 1972 منصب رئيس كوريا الشمالية، وهو المنصب التنفيذي الذي أصبح شاغله حاكم الدولة سواء بحكم القانون وبحكم الأمر الواقع. لقد تم إنشاء هذا المنصب مع وضع كم إل سونغ في الاعتبار الذي نُقل إلى هذا المنصب. تمت إزالة صلاحية تمثيل الدولة من اللجنة الدائمة للمجلس الشعبي الأعلى وكانت أشغاله مقتصرة على القيام بأعمال تشريعية، حيث شغل الرئيس أيضًا منصب رئيس مجلس الشعب الأعلى.
أنشأ تعديل عام 1998 لدستور عام 1972 المنصب الحالي لرئيس هيئة رئاسة المجلس الأعلى للشعب.

## القوى
وفقًا لدستور كوريا الشمالية، يُمنح رئيس هيئة رئاسة مجلس النواب مسؤولية تمثيل الدولة وتلقي خطابات التفويض واستدعاء الممثلين الدبلوماسيين الأجانب.
إن الرئيس كذلك هو رئيس هيئة رئاسة مجلس النواب، والتي تشمل صلاحياتها التصديق على المعاهدات وإلغاءها مع الدول الأجنبية وتعيين السفراء في الدول الأجنبية أو استدعاءهم.

## قائمة أصحاب المناصب
| رئيس اللجنة الدائمة للجمعية الشعبية العليا لجمهورية كوريا الشعبية الديمقراطية | رئيس اللجنة الدائمة للجمعية الشعبية العليا لجمهورية كوريا الشعبية الديمقراطية | رئيس اللجنة الدائمة للجمعية الشعبية العليا لجمهورية كوريا الشعبية الديمقراطية | رئيس اللجنة الدائمة للجمعية الشعبية العليا لجمهورية كوريا الشعبية الديمقراطية | رئيس اللجنة الدائمة للجمعية الشعبية العليا لجمهورية كوريا الشعبية الديمقراطية | رئيس اللجنة الدائمة للجمعية الشعبية العليا لجمهورية كوريا الشعبية الديمقراطية | رئيس اللجنة الدائمة للجمعية الشعبية العليا لجمهورية كوريا الشعبية الديمقراطية | رئيس اللجنة الدائمة للجمعية الشعبية العليا لجمهورية كوريا الشعبية الديمقراطية |
| الرئيس                                                                        | الرئيس                                                                        | الحزب السياسي                                                                 | الحزب السياسي                                                                 | الفترة                                                                        | الفترة                                                                        | الانتخاب                                                                      | مصدر                                                                          |
| ----------------------------------------------------------------------------- | ----------------------------------------------------------------------------- | ----------------------------------------------------------------------------- | ----------------------------------------------------------------------------- | ----------------------------------------------------------------------------- | ----------------------------------------------------------------------------- | ----------------------------------------------------------------------------- | ----------------------------------------------------------------------------- |
|                                                                               | كيم تو بونغ 김두봉 1889–1958                                                  | حزب العمال الكوري الشمالي                                                     | 9 سبتمبر 1948                                                                 | 20 سبتمبر 1957                                                                | الجمعية الشعبية العليا الأولى                                                 |                                                                               |                                                                               |
| حزب العمال الكوري                                                             | كيم تو بونغ 김두봉 1889–1958                                                  |                                                                               | 9 سبتمبر 1948                                                                 | 20 سبتمبر 1957                                                                | الجمعية الشعبية العليا الأولى                                                 |                                                                               |                                                                               |
|                                                                               | تشوي يونج جون 최용건 1900–1976                                                | الحزب الديمقراطي الكوري                                                       | 20 سبتمبر 1957                                                                | 23 أكتوبر 1962                                                                | الجمعية الشعبية العليا الثانية                                                |                                                                               |                                                                               |
| حزب العمال الكوري                                                             | تشوي يونج جون 최용건 1900–1976                                                |                                                                               | 20 سبتمبر 1957                                                                | 23 أكتوبر 1962                                                                | الجمعية الشعبية العليا الثانية                                                |                                                                               |                                                                               |
| 23 أكتوبر 1962                                                                | تشوي يونج جون 최용건 1900–1976                                                | 16 ديسمبر 1967                                                                | المركز الثالث                                                                 |                                                                               |                                                                               |                                                                               |                                                                               |
| 16 ديسمبر 1967                                                                | تشوي يونج جون 최용건 1900–1976                                                | 28 ديسمبر 1972                                                                | المركز الرابع                                                                 |                                                                               |                                                                               |                                                                               |                                                                               |
|                                                                               | هوانج جانغ يوب 황장엽 1923–2010                                               | حزب العمال الكوري                                                             | 28 ديسمبر 1972                                                                | 16 ديسمبر 1977                                                                | الجمعية الشعبية العليا الخامسة                                                |                                                                               |                                                                               |
| 16 ديسمبر 1977                                                                | هوانج جانغ يوب 황장엽 1923–2010                                               | حزب العمال الكوري                                                             | 6 أبريل 1982                                                                  | المركز السادس                                                                 |                                                                               |                                                                               |                                                                               |
| 6 أبريل 1982                                                                  | هوانج جانغ يوب 황장엽 1923–2010                                               | حزب العمال الكوري                                                             | 7 أبريل 1983                                                                  | الجمعية الشعبية العليا السابعة                                                |                                                                               |                                                                               |                                                                               |
|                                                                               | يانغ هيونغ سوب 양형섭 (مواليد 1925)                                           | حزب العمال الكوري                                                             | 7 أبريل 1983                                                                  | الجمعية الشعبية العليا السابعة                                                | 29 ديسمبر 1986                                                                |                                                                               |                                                                               |
| 29 ديسمبر 1986                                                                | يانغ هيونغ سوب 양형섭 (مواليد 1925)                                           | حزب العمال الكوري                                                             | 24 مايو 1990                                                                  | المركز الثامن                                                                 |                                                                               |                                                                               |                                                                               |
| 24 مايو 1990                                                                  | يانغ هيونغ سوب 양형섭 (مواليد 1925)                                           | حزب العمال الكوري                                                             | 5 سبتمبر 1998                                                                 | المركز التاسع                                                                 |                                                                               |                                                                               |                                                                               |
| رئيس هيئة رئاسة المجلس الشعبي الأعلى لجمهورية كوريا الشعبية الديمقراطية       |                                                                               |                                                                               |                                                                               |                                                                               |                                                                               |                                                                               |                                                                               |
| الرئيس                                                                        | الرئيس                                                                        | الحزب السياسي                                                                 | الحزب السياسي                                                                 | الفترة                                                                        | الفترة                                                                        | الانتخاب                                                                      | مصدر                                                                          |
|                                                                               | كيم يونج نام 김영남 (مواليد 1928)                                             | حزب العمال الكوري                                                             | 5 سبتمبر 1998                                                                 | 3 سبتمبر 2003                                                                 | المركز العاشر                                                                 |                                                                               |                                                                               |
| 3 سبتمبر 2003                                                                 | كيم يونج نام 김영남 (مواليد 1928)                                             | حزب العمال الكوري                                                             | 9 أبريل 2009                                                                  | الجمعية الشعبية العليا الحادية عشر                                            |                                                                               |                                                                               |                                                                               |
| 9 أبريل 2009                                                                  | كيم يونج نام 김영남 (مواليد 1928)                                             | حزب العمال الكوري                                                             | 9 أبريل 2014                                                                  | الجمعية الشعبية العليا الثانية عشر                                            |                                                                               |                                                                               |                                                                               |
| 9 أبريل 2014                                                                  | كيم يونج نام 김영남 (مواليد 1928)                                             | حزب العمال الكوري                                                             | 11 أبريل 2019                                                                 | المركز الثالث عشر                                                             |                                                                               |                                                                               |                                                                               |
|                                                                               | تشوي ريونغ هاي 최룡해 (مواليد 1950)                                           | حزب العمال الكوري                                                             | 11 أبريل 2019                                                                 | مايجب في الوضع الراهن                                                         | المركز الرابع عشر                                                             | [ 2 ]                                                                         |                                                                               |

## مرجع
1. ↑  Cha & Hwang 2008.
2. ↑  "In full: promotions and demotions at North Korea's 14th SPA". NK PRO. Korea Risk Group. 12 أبريل 2019. مؤرشف من الأصل في 2019-05-02. اطلع عليه بتاريخ 2019-04-17.